# José Luis Saldívar
José Luis Saldívar Berrones (ur. 18 marca 1953 w Ciudad Victoria, zm. 20 sierpnia 2014 w Leónie) – meksykański piłkarz występujący na pozycji ofensywnego pomocnika, w późniejszym czasie trener.

## Kariera klubowa
Saldívar rozpoczynał swoją piłkarską karierę w zespole CF Monterrey, do którego pierwszej drużyny został włączony w wieku 22 lat przez chilijskiego szkoleniowca Fernando Rierę. W meksykańskiej Primera División zadebiutował 1 listopada 1975 w zremisowanym 1:1 spotkaniu z Atlante, w którym zdobył również swoją pierwszą bramkę w najwyższej klasie rozgrywkowej. Od razu został kluczowym piłkarzem swojej ekipy i już w swoim premierowym sezonie, 1975/1976, był najskuteczniejszym graczem Monterrey z dwunastoma bramkami na koncie. Później stopniowo tracił miejsce w wyjściowej jedenastce i po upływie trzech lat odszedł do Tampico Madero FC, którego barwy reprezentował z kolei przez rok, również nie odnosząc żadnych sukcesów. Później grał również w drugoligowym Tiburones Rojos de Veracruz, a w połowie 1979 roku podpisał umowę z Atlético Potosino, gdzie spędził kolejne pięć lat, występując w rozgrywkach ligowych ze zmiennym szczęściem i podobnie jak w poprzednich zespołach nie zdobywając żadnego trofeum. Karierę piłkarską zakończył w wieku 31 lat.

## Kariera trenerska
Po zakończeniu kariery piłkarskiej Saldívar został trenerem, podejmując swoją pierwszą samodzielną pracę jako szkoleniowiec w drugoligowym Tampico Madero FC, którego barwy reprezentował już jako zawodnik. W sezonie 1992/1993 wywalczył z nim wicemistrzostwo Segunda División. W lutym 1996 zastąpił Guillermo Mendizábala na stanowisku trenera pierwszoligowego Club León. Tę drużynę poprowadził do końca sezonu 1995/1996, notując pięć zwycięstw, dwa remisy i trzy porażki w dziesięciu meczach, kwalifikując się do ligowej fazy play-off, w której jednak odpadł już w repasażach. Dokładnie cztery lata później, w lutym 2000, ponownie został szkoleniowcem Leónu, tym razem trenując go przez kolejne osiem miesięcy, jednak notował przeciętne wyniki. W sezonie 2002/2003, już jako trener drugoligowego CD Irapuato, wywalczył z tym klubem najpierw mistrzostwo drugiej ligi w sezonie Invierno 2002, a co za tym idzie awans do najwyższej klasy rozgrywkowej i poprowadził go w niej w jedenastu meczach. Odszedł ze stanowiska w październiku 2003 po serii czterech spotkań bez zwycięstwa.
W sezonie Clausura 2004 Saldívar już po raz trzeci w karierze prowadził Club León, tym razem występujący już w drugiej lidze meksykańskiej. Wygrał z nim wówczas rozgrywki Primera División A, co nie zaowocowało jednak awansem do najwyższej klasy rozgrywkowej, z powodu porażki w decydującym dwumeczu z Dorados. W październiku tego samego roku objął pierwszoligowy Cruz Azul z siedzibą w stołecznym mieście Meksyk, zastępując na tym stanowisku Luisa Fernando Tenę, lecz nie zdołał odmienić gry drużyny, odnosząc dwa zwycięstwa, trzy remisy i dwie porażki w siedmiu meczach. W 2005 roku prowadził kolejnego drugoligowca, Correcaminos UAT ze swojego rodzinnego Ciudad Victoria, lecz nie zdołał z nim odnieść żadnego sukcesu, ponownie jak z kolejną drużyną, Club León, której trenerem był w tym samym roku już po raz czwarty. W późniejszym czasie bez większych sukcesów trenował inne zespołu z zaplecza najwyższej klasy rozgrywkowej w Meksyku; najpierw Lagartos de Tabasco, następnie Dorados de Sinaloa z miasta Culiacán i po raz drugi Tampico Madero FC, a na koniec Querétaro FC. Wiosną 2009 był trenerem drugoligowych rezerw ekipy Tecos UAG z miasta Guadalajara.
Zmarł w wieku 61 lat na zawał serca.